# Mathias Stein
Mathias Stein (nascido em 21 de fevereiro de 1970) é um político alemão. Nasceu em Kiel, Schleswig-Holstein, e representa o SPD. Mathias Stein é membro do Bundestag do estado de Schleswig-Holstein desde 2017.

## Vida
Ele tornou-se membro do bundestag após as eleições federais alemãs de 2017. Ela é membro do Comité de Transporte e Infraestrutura Digital.